# Prosopocera plasoni
Prosopocera plasoni là một loài bọ cánh cứng trong họ Cerambycidae.